# Болшево (Московская область)
Болшево — населённый пункт (посёлок, ранее село) в Московской области России, вошедший в 2003 году в состав города Королёв. Сейчас на территории бывшего посёлка развивается микрорайон Болшево. 

## Название
До 1923—1925 годов назывался Большево.
По одним данным, название села происходит от фамилии Большев, по другим данным — от «большой».

## История
Основано в 1573 году. Выросло село вокруг церкви Косьмы и Дамиана.
До XVII века село принадлежало боярину Ф. И. Шереметеву, позже, начиная с его правнука Ю. М. Одоевского — роду князей Одоевских. 
В 1776 году князь П. И. Одоевский предоставил Болшево в распоряжение «Попечительного Комитета» на содержание учреждённого им «Убежища для бедных».
В середине XVIII века здесь стали появляться фабрики: полотняная, шёлковая, бумаготкацкая, бумагокрасильная. Одним из фабрикантов был отец К. С. Станиславского С. В. Алексеев, построивший в 1863 году начальную школу для крестьянских детей.
В 1924 году по распоряжению Ф. Э. Дзержинского здесь была создана Болшевская трудовая коммуна ОГПУ под руководством М. С. Погребинского, частично предвосхитившая в своих подходах воспитательный опыт А. С. Макаренко. Она состояла из жилого посёлка и заводов. В пору своего расцвета коммуна имела более 4 тысяч воспитанников и вольнонаёмных, трудившихся на трёх заводах коммуны. Издана брошюра М. С. Погребинского «Фабрика людей» (под ред. М. Горького). В первые годы в коммуне практиковалась свободная любовь, юноши и девушки жили в общих казармах, «совместные сексуальные опыты» допускались и даже поощрялись. На основе опыта коммуны и упомянутой книги был снят всемирно известный фильм «Путёвка в жизнь» (Гран-при на международном кинофестивале в Венеции, 1932). Саму коммуну посещали многочисленные делегации, в том числе зарубежные. Болшевская коммуна была разогнана большевиками в апреле 1937 года
В архитектурный комплекс коммуны входили фабрика-кухня, стадион, больница, два общежития и учебный комбинат для детей коммунаров. На площадке заводов коммуны находится площадка КТРВ. Первым капитальным строением коммуны был жилой Дом Стройбюро в Болшеве, здание в стиле конструктивизма, построенное в 1928 году по проекту архитектора Аркадия Лангмана (в ноябре 2013 года здесь были обнаружены стенные росписи работы Василия Маслова. Часть из них была демонтирована для реставрации, оставшийся объём живописи, законсервированный на месте, погиб во время незаконного сноса здания, произведённого в ночь с 7 на 8 марта 2015 года).
В апреле 2003 года Болшево включён в черту города Королёв.

### Известные люди, связанные с посёлком
В дачном посёлке Болшево жили: художник Василий Поленов, поэтессы Марина Цветаева, Анна Ахматова, писатели Сергей Дурылин, Борис Пастернак, полярник Иван Папанин, философ Георгий Щедровицкий, также сотрудник ВЧК-ОГПУ-НКВД, начальник Болшевской трудкоммуны Матвей Погребинский.

## Достопримечательности
В Болшеве находился дачный поселок «Новый быт», который принадлежал Экспортлесу Наркомвнешторга, однако фактически был в пользовании НКВД. В поселке начитывалось 30 домов. В одном из них с 1938 года жили муж и дочь М. И. Цветаевой, вернувшиеся их эмиграции в 1937 году: С. Я. Эфрон и А. С. Эфрон. В июне 1939 года происходит воссоединение семьи: к ним приезжает из Франции М. И. Цветаева с сыном Г. С. Эфроном. В этом же здании жила и семья Н. А. Клепинина, при этом семья Цветаевой-Эфронов и Клепининых делили общую гостиную и кухню. В течение лета и осени 1939 года произошли аресты дочери (А. С. Эфрон) и мужа (С. Я. Эфрона) М. И. Цветаевой . В ноябре 1939 года был арестован и Н. А. Клепинин. Вслед за этим арестом М. И. Цветаева с сыном Георгием покинули «Болшевскую дачу» .
В течение пребывания в Болшеве М. И. Цветаева занимается, главным образом, переводами, в том числе, осуществляет перевод стихотворений М. Ю. Лермонтова на французский язык. Корпус написанного в этот период получил название «Болшевских тетрадей» и «Болшевских дневников» .
В 1992 году был открыт музей М. И. Цветаевой, который с 2013 года размещается непосредственно в помещении «Болшевской дачи».
В 1993 году в Болшево, в доме, где в 1936—1954 годы жил и работал писатель, богослов, театральный и литературный критик Сергей Николаевич Дурылин был открыт мемориальный дом-музей.

## Инфраструктура
В 1939 году в Болшево перевели Московское военно-инженерное училище (МВИУ), в котором за годы войны были подготовлены тысячи военных инженеров. На одном из зданий бывшего военного городка установлена мемориальная доска в память выпускников, удостоенных звания Героя Советского Союза. В 1946 году училище было передислоцировано из Болшева, а на его базе был организован научно-исследовательский институт реактивного вооружения (НИИ-4).

## Транспорт
Болшево возникло на одном из крупнейших торговых путей — из московского княжества во Владимир, Нижний Новгород и Рязань (по Клязьме).
В 1894 году через Болшево была проложена железная дорога по направлению на Монино, построена станция.